# دييغو سيمويس
دييغو سيمويس هو لاعب كرة قدم برازيلي في مركز الوسط، ولد في 18 يناير 1991 في ميناس جرايس في البرازيل. لعب مع نادي بادوفا ونادي كاربي.